# Dolní Přím

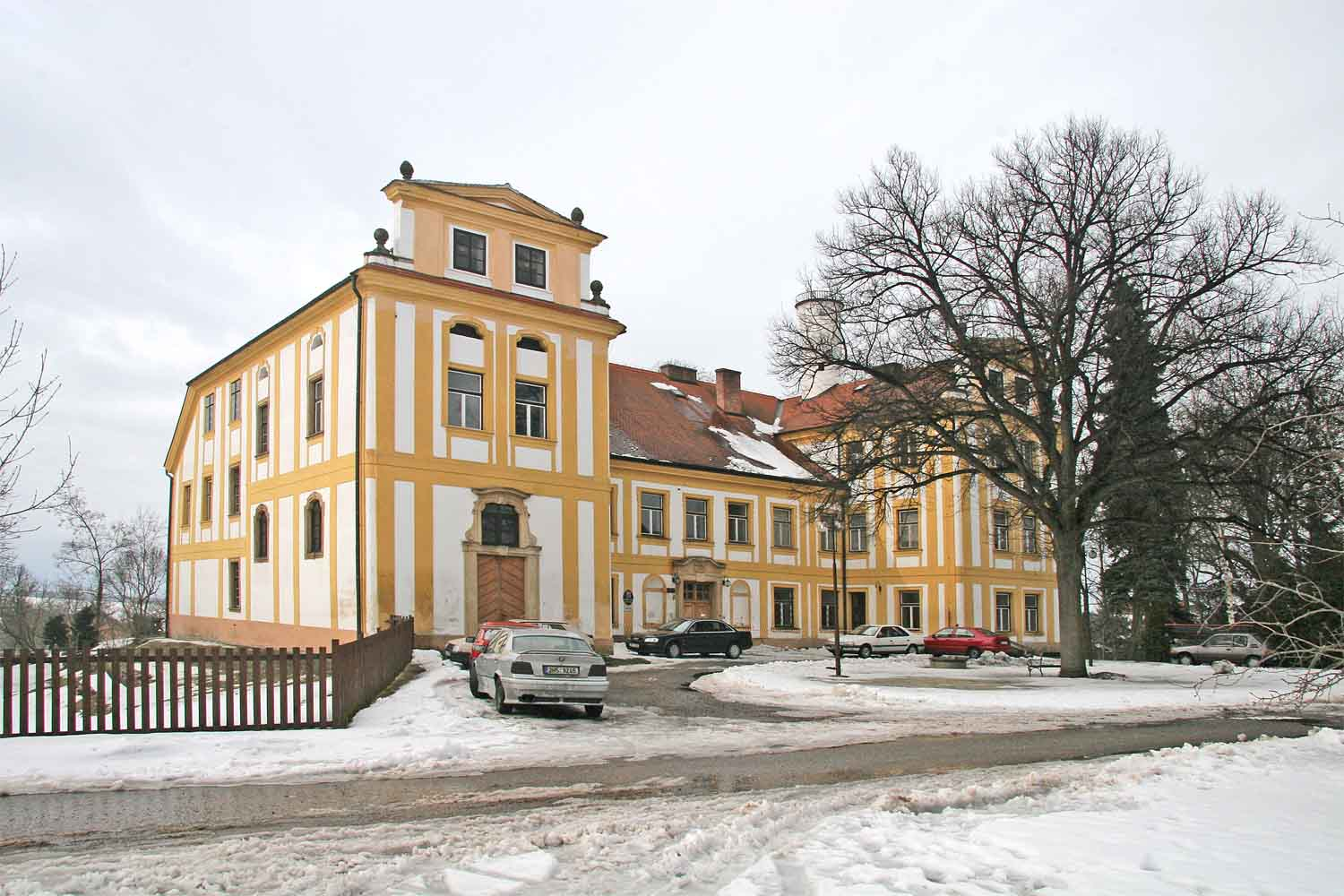
Schloss in Dolní Přím

Dolní Přím (deutsch Nieder-Prim) ist ein Dorf in Tschechien etwa 10 km westlich von Hradec Králové.
Bei Nieder-Prim und im nahen Problus fand 1866 die Schlacht bei Königgrätz statt.